# Jabkenická obora
Jabkenická obora leží v jihovýchodní části okresu Mladá Boleslav a malou částí též v okrese Nymburk, ve Středočeském kraji, ve východním okolí obce Jabkenice, na katastrálních územích Jabkenice a Mcely. Plocha obory zaujímá 566 hektarů, spadá pod lesní správu Nymburk (Lesy ČR s.p.). Rybníky nejen v oboře, ale i v okolí vlastní Rybářství Chlumec nad Cidlinou, a.s. V oboře je chován daněk evropský. Barokní obora z 18. století, která byla vybudovaná Fürstenberky jako součást Loučeňského zámeckého parku, byla do roku 1988 chráněná jako kulturní památka, od uvedeného roku je chráněná jako součást přírodního parku Jabkenicko. Památkově chráněná část lesoparku se soustavou pěti rybníků má rozlohu zhruba 4 km².

## Historie
Původně se obora jmenovala Loučeňská, protože sahala až k Loučeni a pravděpodobně navazovala na zámecký park. S budováním obory započala kněžna Josefa z Fürstenberku kolem roku 1750. Obora byla dlouho bez zvěře. Od roku 1804 zde byla chována obvyklá vysoká a černá zvěř. V roce 1865 vykazovala obora následující stav zvěře: 90 kusů zvěře jelení, 170 daňčí, 15 kusů srnčí a 13 černé zvěře. V dalších letech byla obora zvelebována novým majitelem, rodem Thurn-Taxisů. Za Alexandra Thurn-Taxise došlo k zazvěřování obory exotickou zvěří. Byli zde chováni indický jelen Axis, mufloni, americký jelen wapiti, sika japonský, sika Dybowského, klokani, pštrosi, plameňáci, japonské husy a divocí krocani. Dva roky zde pobyli američtí bizoni. Dobře se v oboře dařilo skotským shetlandským poníkům, kteří se množili bez cizí pomoci. Stav shetlandů zredukovala až světová válka, posledních šest kusů zastřelila Rudá armáda. Alexandr Thurn-Taxis pomocí proutků našel prameny, dal je navrtat a postavil na nich rybníčky a líheň pro pstruhy, tehdy ve středních Čechách velmi vzácnou. V rybnících postavených na Jabkenickém potoce se chovaly ryby a raci, v rybníčcích s pramenitou vodou tři druhy pstruhů, v rybnících kapři, štiky, líni a úhoři. Obora byla zrušena v roce 1943 a obnovena až v roce 1964.

## Současnost
V oboře je chován daněk evropský v normovaném počtu 200 kusů. Na ploše obory rostou rozlehlé lesy především se starým dubovým porostem. Protéká jí Jabkenický potok, na kterém je soustava pěti větších rybníků (Křinecký, Vidlák, Hradecký či Hrádecký, Štičí a již vně obory Mlýnský) a několik menších rybníků je na vedlejších přítocích – největším rybníkem je Vidlák. Na březích hnízdí vodní ptactvo. V oboře se konaly vzpomínkové oslavy na Bedřicha Smetanu, který zde v letech 1875–1884 žil v nedaleké barokní myslivně (dnešní Památník Bedřicha Smetany) u svého zetě, místního lesmistra Josefa Schwarze, a byl okolní přírodou inspirován k napsání několika svých zásadních děl (opery Hubička a Čertova stěna, kvartet Z mého života a dvě symfonické básně z cyklu Má vlast). Na návrší nad Hrádeckým rybníkem je pravěké hradiště Hrádek. Částí obory kolem velkých rybníků vede vycházková cesta zvaná Smetanova procházka. Návštěva Jabkenické obory je časově omezena a procházet je možné pouze po určených cestách. Od roku 1998 je obora součástí přírodního parku Jabkenicko.
Těžba, lesnické práce a prodej dřeva v oboře a okolních lesích byla v letech 2021–2025 svěřena firmě Uniles z koncernu Agrofert.
Západně od hráze rybníka Vidlák je menší vodní plocha s loveckou chatou (o rozloze cca 0,8 ha), která je v soukromém vlastnictví.

## Otevírací doba
Leden – březen: soboty, neděle a svátky od 10 do 17 hodin
Duben – květen: obora je pro veřejnost uzavřena
Červen: pouze víkendy od 9 do 18 hodin
Červenec – září: denně mimo pondělí od 9 do 18 hodin
Říjen – prosinec: soboty, neděle a svátky od 10 do 16 hodin

## Fotogalerie

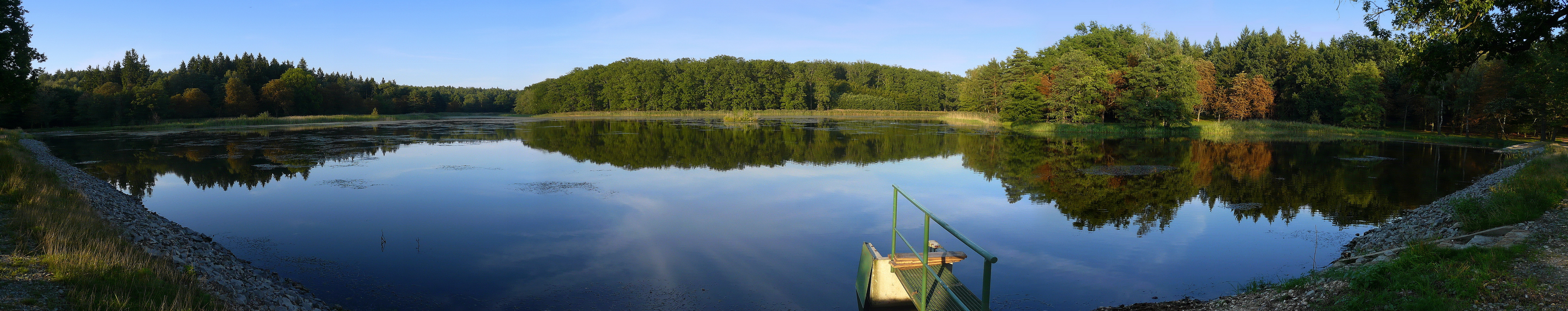
Rybník Vidlák v Jabkenické oboře

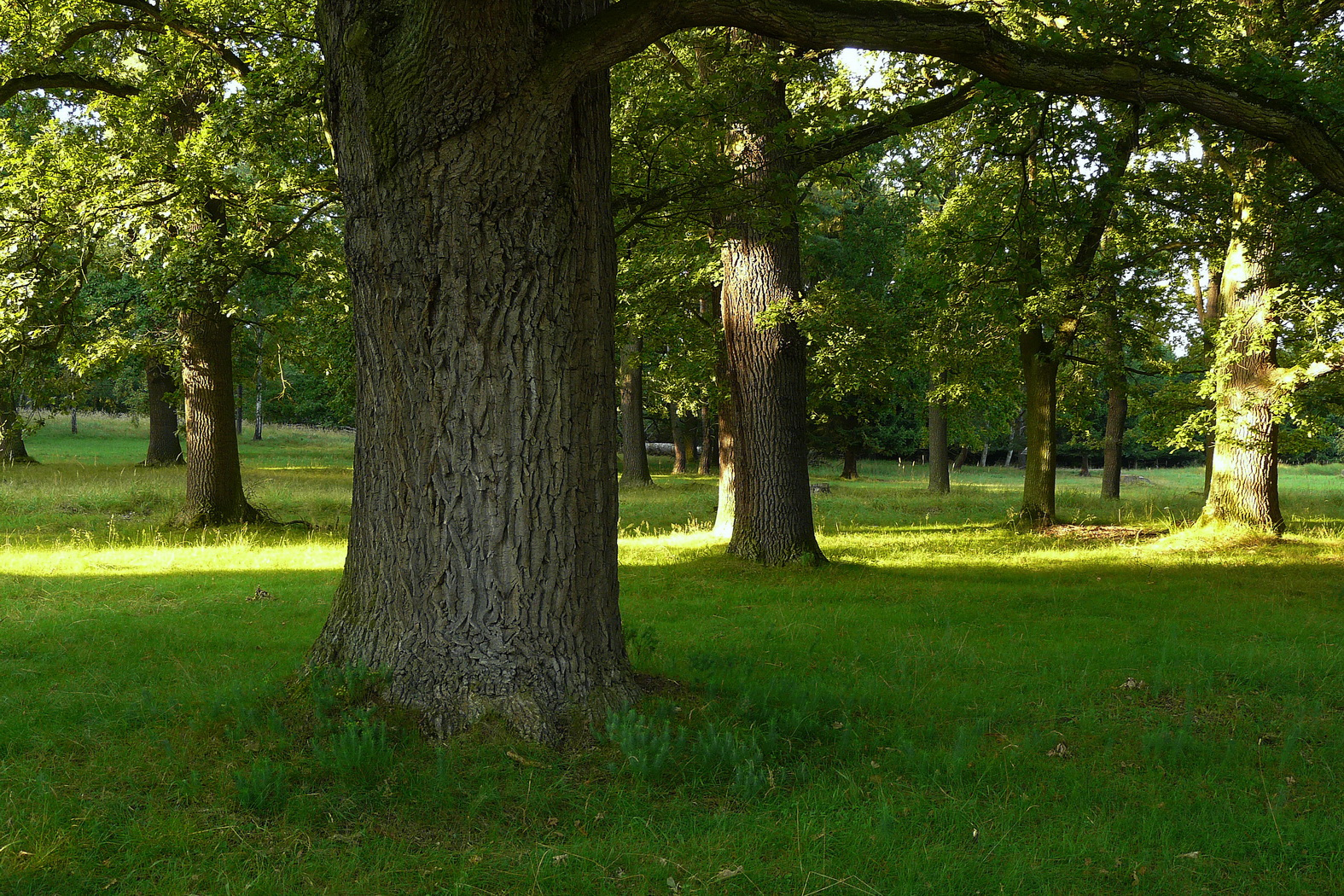
Duby v Jabkenické oboře
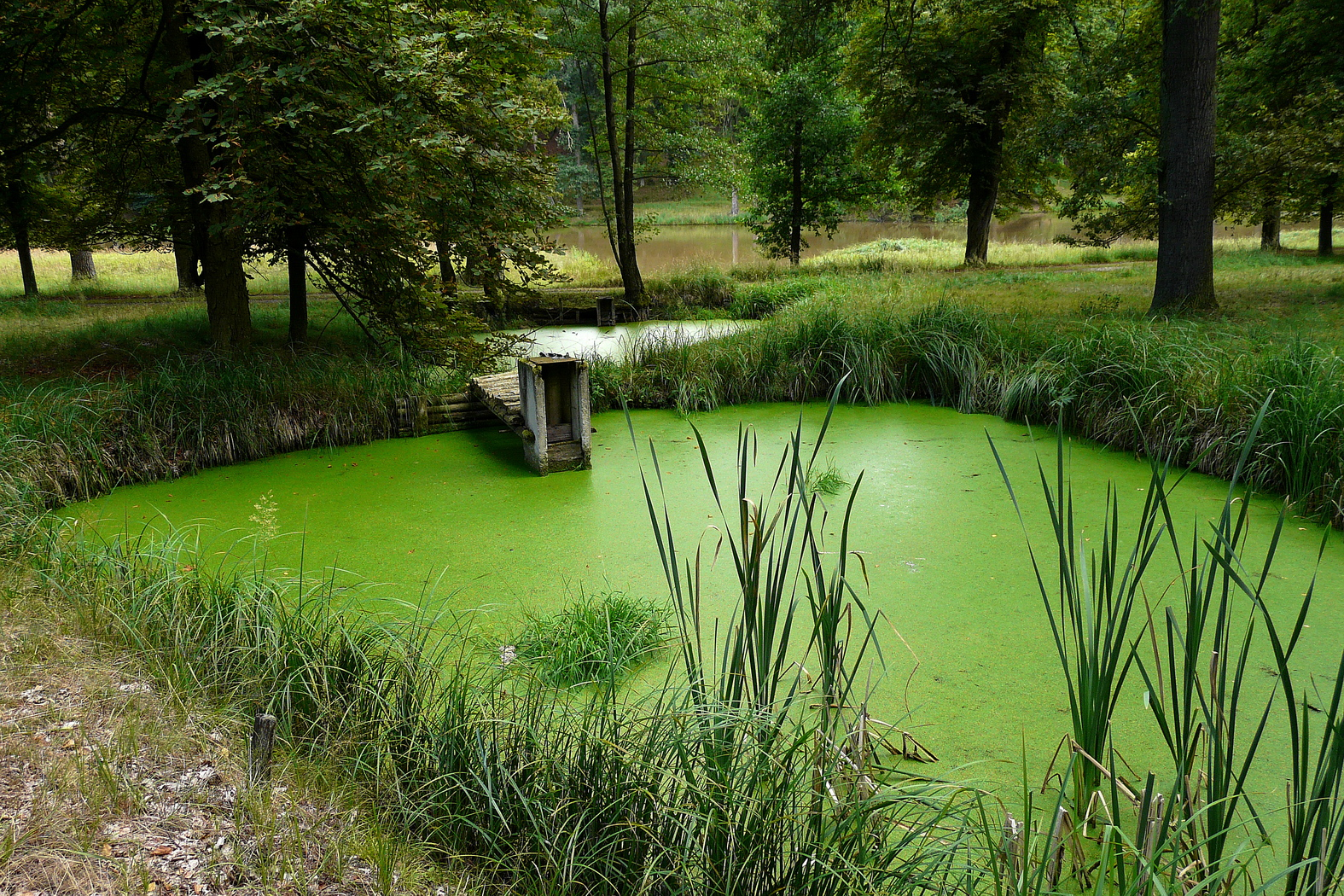
Rybníčky v Jabkenické oboře
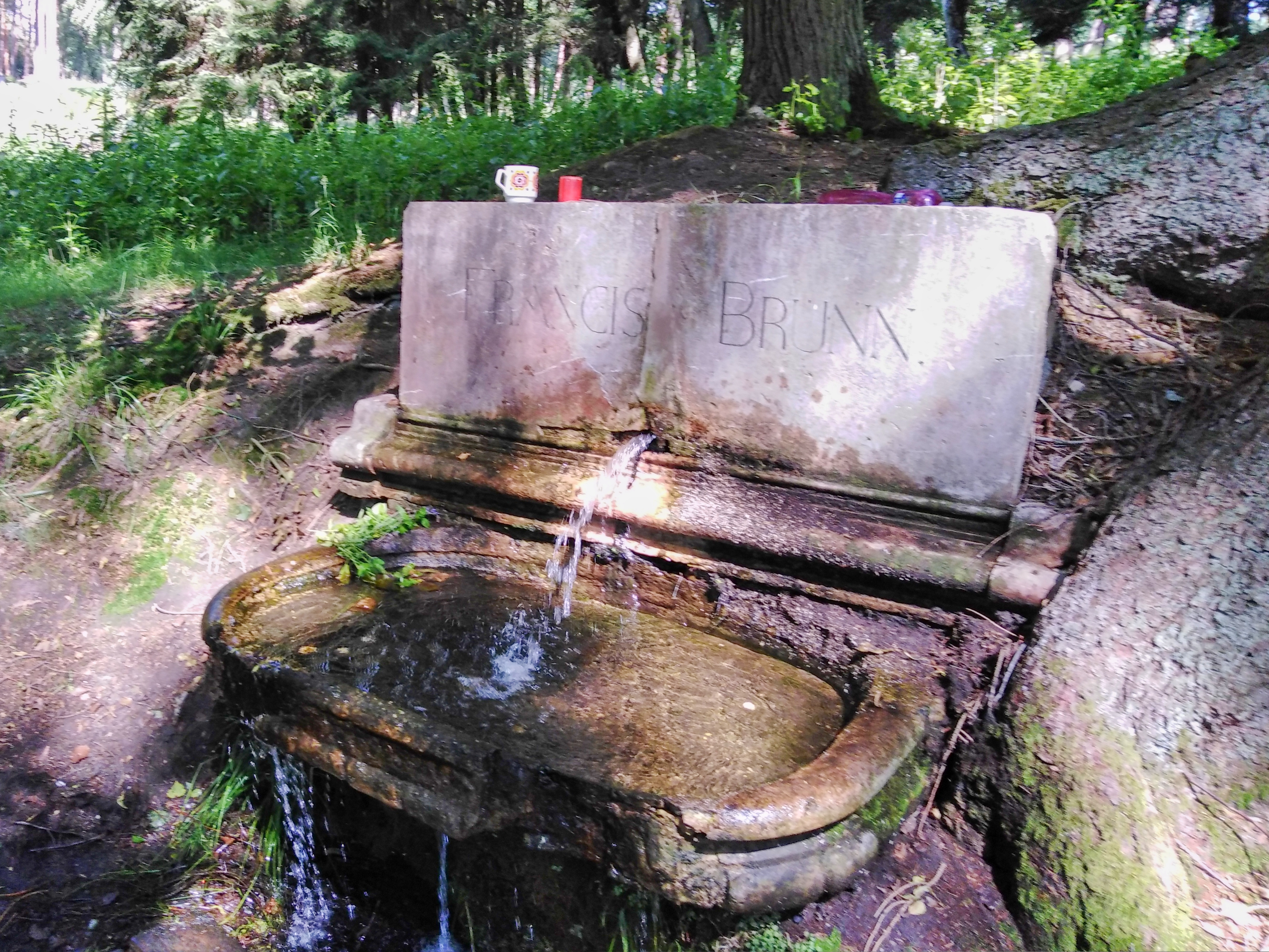
Studánka Františka